# Kvinnan utanför
Kvinnan utanför är en amerikansk film från 1947 i regi av Vincent Sherman.

## Handling
Den oansenlige gifte läkaren Richard Talbot blir förälskad i nattklubbssångerskan Nora Prentiss och de inleder en relation. Denna kommer senare att ödelägga hans liv.

## Rollista
- Ann Sheridan - Nora Prentiss
- Kent Smith - Dr. Richard Talbot / Robert Thompson
- Bruce Bennett - Dr. Joel Merriam
- Robert Alda - Phil Dinardo
- Rosemary DeCamp - Lucy Talbot
- John Ridgely - Walter Bailey, hjärtpatient
- Wanda Hendrix - Bonita 'Bunny' Talbot
- Harry Shannon - polisman
- James Flavin - åklagare